# コーパス・グラインダーズ
コーパス・グラインダーズ（Copass Grinderz, Co/SS/gZ）は、日本のジャンク（ノイズロック）バンド。1989年に結成され、1996年にキングレコードからメジャーデビュー。1999年に活動休止に陥るが、2014年に活動を再開。

## 概要
コーパス・グラインダーズは1990年代に活動していたロック・バンド。ボーカル・ギターのZEROを中心に結成され、メンバーチェンジを経て名越由貴夫（Gt）、大地大介（Dr）、2013年に急逝した吉村秀樹（Gt）が参加していた。ベースレス、トリプル・ギター＋ドラムという特異な編成による超重量リズムと凶暴なヘヴィ・リフで国内のみならずUSインディー・シーンからも絶大な支持を得て、インディーズながら全米ツアーを敢行し、海外レーベルから音源をリリース。Unsane、Beck、Mudhoney、Rocket from the Cryptら名立たる海外アーティストからも絶賛された。

### バンド名
当初はテッド・V・マイケルズのカルト映画『人間ミンチ』（1972）の原題（The Corpse Grinders）からその名を取ったが、後に「COPのASSをGRINDしてしまう」というとんでもない意味を内包する字面に変容。活動休止前はバンド名の表記を何度かアップデートしており、復活後は「Co/SS/gZ」と書いてコーパス・グラインダーズと読ませている。吉村在籍時に使用していた「COPASS GRINDERZ」の表記の使用は2015年1月17日を最後とするとZEROがツイッターで発言。

## メンバー

### 現メンバー
- ZERO（榎本是朗）

ボーカル、ギター。
コーパス・グラインダーズ結成前はモルグで活動していた。2022年4月11日逝去。
在籍期間（1989年 - 1999年、2014年 – 2022年）
- 名越由貴夫

ギター、ボーカル、ドラム。
CHARA、UA、椎名林檎、Salyu、堂本剛、Superflyなどのサポートギタリストも務める。
在籍期間（1989年 - 1999年、2014 – 現在）
- 大地大介

ドラムス、ボーカル。
元fOUL、BEYONDSなど。
在籍期間（?年 - 1998年、2014年 – 現在）
- 境めぐみ

ドラムス。
在籍期間（2014年 – 現在）

### 過去に在籍していたメンバー
- 吉村秀樹

ギター。
bloodthirsty butchers。
2013年、急性心不全で逝去。
在籍期間（?年 - 1998年）
- 木村香

ボーカル、ギター。
在籍期間（1998年 - 1999年）

## 略歴
- 1989年、バンド結成。
- 1996年、キングレコードよりメジャーデビュー。
- 1998年、吉村秀樹（最後のライブは97年、名古屋）、大地大介が立て続けに脱退[3][5]。
- 1999年9月20日のライブを最後に活動停止[4][5]。
- 2013年6月、ZEROが突如ツイッターでコーパス復活を宣言[3][4]。
- 2014年5月25日に新代田FEVERにて自主企画『TASTE presents LIVE AKTION 1 "WHO KILLED...?"』を開催。約15年ぶりのライヴで活動再開[2][3]。

### オリジナル・アルバム
|     | 発売日         | タイトル                | 規格品番  | 備考                                                         |
| --- | -------------- | ----------------------- | --------- | ------------------------------------------------------------ |
| 1st | 1996年3月23日  | Kr/A/sH!（クラッシュ!） | KICS-534  | 廃盤。レーベル：ベルウッド・ポウ！（キングレコード）         |
| -   | 2014年4月23日  | Kr/A/sH!＜音圧鬼盤＞    | KICS-3049 | 再発リマスター盤。紙ジャケット仕様。レーベル：キングレコード |
| 2nd | 1997年10月22日 | rock'n'roll             | KICS-647  | 廃盤。レーベル：ベルウッド・ポウ！（キングレコード）         |
| -   | 2014年4月23日  | rock'n'roll＜音圧鬼盤＞ | KICS-3050 | 再発リマスター盤。紙ジャケット仕様。レーベル：キングレコード |

#### ライブアルバム
|     | 発売日         | タイトル | 規格品番   | 備考                             |
| --- | -------------- | -------- | ---------- | -------------------------------- |
| 4th | 1994年10月15日 | 録音鬼   | ZIKSBB-012 | レーベル：ブラッディ・バタフライ |